# Listă de teoreticieni literari români
Această listă cuprinde articole despre acei autori și scriitori români care au adus contribuții la teoretizarea unei mișcari literare.
- Sorin Alexandrescu
- Nicolae Balotă
- Ion Biberi
- G. Călinescu
- Paul Cornea
- Ovid S. Crohmălniceanu
- Mihail Dragomirescu
- Garabet Ibrăileanu
- Adrian Marino
- Mircea Martin
- Carmen Mușat Matei
- Mircea Muthu
- Zigu Ornea
- Edgar Papu
- Ion Pop
- Eugen Simion
- Lucian Raicu
- Mihail Ralea
- Ovidiu Verdeș
- Tudor Vianu
- Ion Vlad
- Leon Volovici
- Paul Zarifopol